# كأس الملك السعودي1971
نهائي كأس خادم الحرمين الشريفين عام 1971
وكانت المباراة بين نادي الوحدة ونادي الأهلي
وانتهت المباراة 2-0 للأهلي
وكانت واحدة من مباريات بطولة كأس خادم الحرمين الشريفين
| 1971 | الوحدة | 2-0 | الأهلي    | الرياض             |
|      |        |     | هدف · هدف | الملعب: ملعب الملز |